# Still Woman Enough
| Совокупная оценка   | Совокупная оценка |
| Источник            | Оценка            |
| ------------------- | ----------------- |
| Metacritic          | 76/100            |
| Оценки критиков     |                   |
| Источник            | Оценка            |
| AllMusic            | [ 2 ]             |
| American Songwriter | [ 3 ]             |
| The Guardian        | [ 4 ]             |
| Mojo                | [ 5 ]             |
| NME                 | [ 6 ]             |
| Pitchfork           | 7.5/10            |
| Rolling Stone       | [ 8 ]             |
| The Telegraph       | [ 9 ]             |
| Uncut               | 7/10              |
| Under the Radar     | [ 11 ]            |

Still Woman Enough — 46-й и последний прижизненный студийный альбом американской кантри-певицы Лоретты Линн, выпущенный 19 марта 2021 года на лейбле Legacy Recordings. Продюсерами выступили дочь 88-летней певицы (Patsy Lynn Russell) и John Carter Cash, сын Джонни Кэша и Джун Картер. Альбом разделяет название с автобиографией Линн, вышедшей в 2002 году.
Альбом является четвёртым в запланированной серии из пяти альбомов, записанных в студии Cash Cabin Studio в Hendersonville (штаттТеннесси), после дисков Full Circle (2016), White Christmas Blue (2016) и Wouldn't It Be Great (2018). Альбом представляет собой смесь новых песен и новых версий песен, ранее записанных Линн.

## История
Альбом был анонсирован 4 января 2021 года, в пятидесятую годовщину выпуска диска Линн Coal Miner’s Daughter (1971). В тот же день альбом был доступен для предзаказа. Он был выпущен 19 марта 2021 года в форматах винилового LP, CD и цифровых загрузок.
2 января 2021 года Линн сообщила о возможности выхода нового альбома в своем сообщении в сети Facebook словами: «Я так рада, что наступил новый год! Я с нетерпением жду новых проектов в 2021 году».
На обложке альбома Линн изображена в новом платье от кутюр, вдохновленном платьем, в котором она была изображена на обложке своего альбома 1971 года Coal Miner’s Daughter. Он был специально создан для альбома её давним портным Тимом Коббом.
Релиз диска состоялся 19 марта 2021 года на лейбле Sony Legacy.
Альбом стал 42-м для певицы в лучшей десятке Top Country Albums (top 10) дебютировав на 9-м месте с тиражом 11,000 эквивалентных единиц. За 57-летнюю историю чарта больше только у двух легенд кантри: Вилли Нельсон (53 альбома в top 10) и Долли Партон (46).

## Отзывы
Альбом получил положительные отзывы музыкальных критиков и интернет-изданий: The Guardian, Mojo, NME, Rolling Stone, Uncut, AllMusic.

## Список композиций
| №                   | Название                                                            | Автор(ы)                        | Длительность |
| ------------------- | ------------------------------------------------------------------- | ------------------------------- | ------------ |
| 1.                  | «Still Woman Enough» (при участии Reba McEntire и Carrie Underwood) | Loretta Lynn Patsy Lynn Russell | 3:37         |
| 2.                  | «Keep on the Sunny Side»                                            | A.P. Carter                     | 2:55         |
| 3.                  | «Honky Tonk Girl»                                                   | Lynn                            | 2:32         |
| 4.                  | «I Don't Feel at Home Anymore»                                      | Traditional arr. by Lynn        | 2:03         |
| 5.                  | «Old Kentucky Home»                                                 | Stephen Foster Lynn             | 2:27         |
| 6.                  | «Coal Miner's Daughter» (Recitation)                                | Lynn                            | 2:07         |
| 7.                  | «One's on the Way» (при участии Margo Price)                        | Shel Silverstein                | 2:41         |
| 8.                  | «I Wanna Be Free»                                                   | Lynn                            | 2:15         |
| 9.                  | «Where No One Stands Alone»                                         | Mosie Lister                    | 2:47         |
| 10.                 | «I'll Be All Smiles Tonight»                                        | T.B. Ransom                     | 3:38         |
| 11.                 | «I Saw the Light»                                                   | Hank Williams                   | 3:06         |
| 12.                 | «My Love»                                                           | Lynn                            | 2:44         |
| 13.                 | «You Ain't Woman Enough» (при участии Tanya Tucker)                 | Lynn                            | 2:17         |
| Общая длительность: | Общая длительность:                                                 | Общая длительность:             | 35:09        |

## Позиции в чартах
| Чарт (2021)                              | Высшая позиция |
| ---------------------------------------- | -------------- |
| Великобритания (UK Country Albums Chart) | 3              |
| США (Billboard 200)                      | 83             |
| США (Billboard Top Country Albums)       | 9              |